# Twist (attraction)
Pour les articles homonymes, voir Twist.

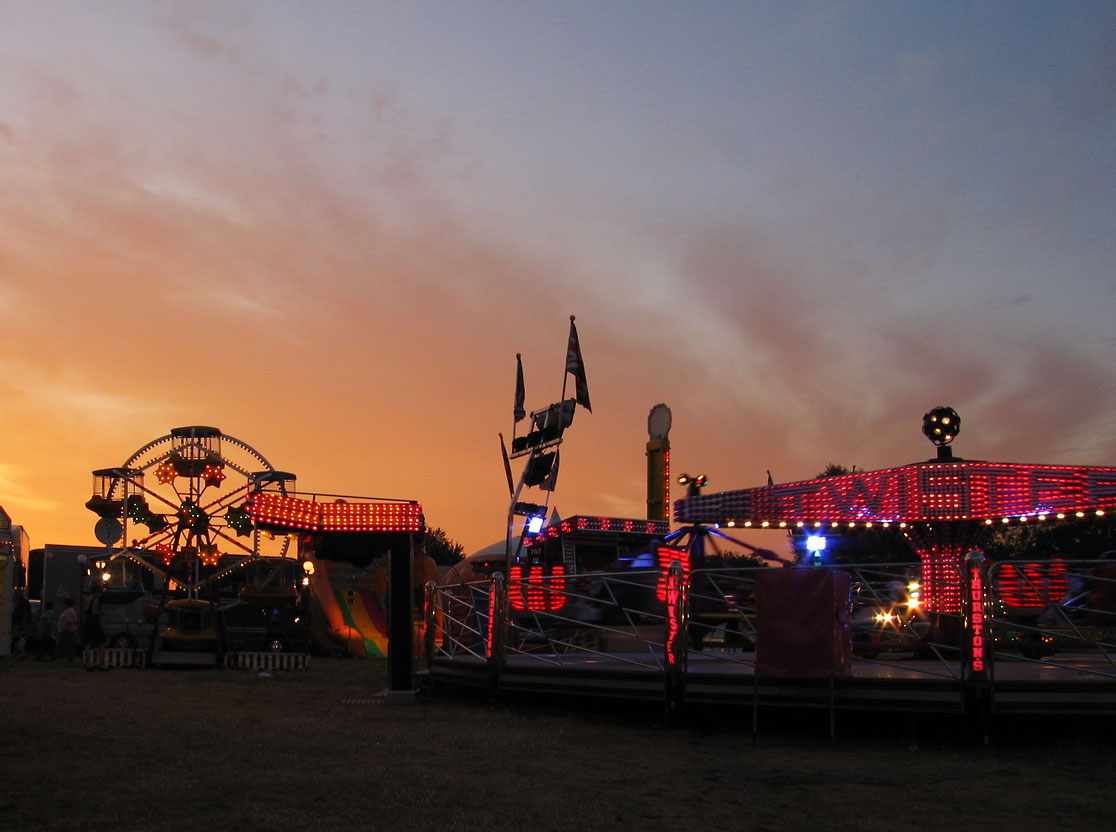
Un sizzler twist au coucher du soleil.

Le Twist est une attraction de type manège très populaire dans les fêtes foraines et les parcs d'attractions.

## Concept et opération
Le premier concept a été développé en 1955 par la société américaine Eli Bridge Company. Elle fut importée au Royaume-Uni en 1979 mais était déjà un classique aux États-Unis.
L'attraction consiste en un manège de trois bras au bout de chacun desquels est suspendu une grappe de nacelles. À la fois l'axe principal supportant les bras et les grappes peuvent tourner. Cet effet donne la sensation d'un mouvement de dance rapide ou de lame rotative, d'où les différents noms, plus proches de surnoms donnés à l'attraction : Twister, Cyclone, Sizzler (hacheur), Scrambler (mélangeur) ou Grasscutter (tondeuse) et Cha Cha en Australie.
La vitesse de rotation varie en fonction de la position de la nacelle par rapport au cercle principal, plus vite sur le pourtour que proche de l'axe du bras.

## Les sous-types
Il existe deux sous-types au Twist, le "grasscutter" et le "sizzler".

### Grasscutter Twist
Le Grasscutter Twist possède une armature métallique simple et pas de plateforme. Cette version assez "rustique" et très populaire aux États-Unis et est associée à l'imagerie populaire des fêtes foraines champêtres.
Il existe une déclinaison appelée Scrambler (surnom américain) avec une structure circulaire placée vers le sommet de l'attraction. Des barres métalliques verticales encerclent le sommet de l'attraction et servent de supports à des éclairages décoratifs.
La plupart des attractions de ce type ont été construites par Eli Bridge.

### Sizzler Twist

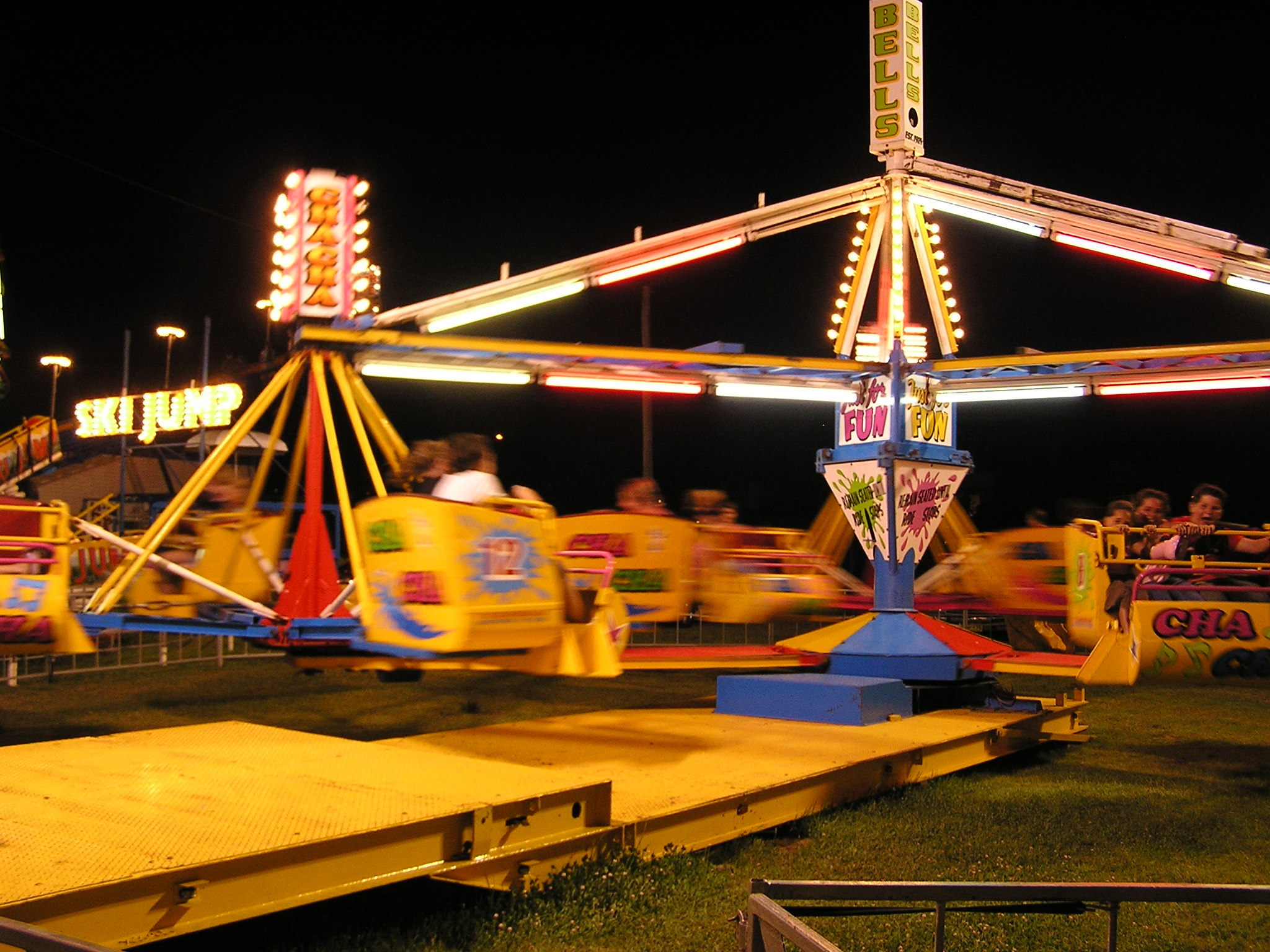
Une attraction Cha Cha en Australie

Le Sizzler Twist possède une armarture métallique plus fine mais en contrepartie dispose souvent d'une plateforme partielle ou complète. C'est avec l'arrivée de ce sous-type que les constructeurs se sont engagés sur la voie de l'esthétique de l'attraction.
Voici les versions développées par certains constructeurs:
- Bennett & pollards : Ces versions ont des circonférences plus petites entre le centre de l'attraction et les grappes. Elles ont de plus des structures cylindriques au sommet de l'axe centrale, les rendant très semblables aux Scramblers.

- PWS Sizzler, Sonacase Twister : Ces deux versions ont une plateforme mais pas d'objets au sommet de la structure centrale. L'armature est souvent en contrepartie très éclairée.

- Wisdom's Sizzler : Cette version n'a pas de plateforme mais conserve une armature fine. Une seconde structure et placée au-dessus des 3 bras, constituée de 3 structures vrillées. L'"esthétique" a été poussée jusqu'à mettre des lumières sur toute l’attraction, nacelles comprises. L'attraction va plus vide que le Scrambler ou le Wisdom's Super Sizzler.

- Wisdom's Super Sizzler : Cette version possède une plateforme, un aspect très proche du Sizzler avec en plus un décor derrière l'attraction. Elle peut aussi tourner en sens inverse.

## Les variantes
À partir du concept de cette attraction très populaire a été créé en 1985 les breakdances.

## Constructeur
- Eli Bridge Company
- Sonacase LTD
- Wisdom Rides